# Luftwaffenhelfer (Film)
Der Fernsehfilm Luftwaffenhelfer ist ein deutscher Antikriegsfilm aus dem Jahre 1980 von Volker Vogeler. Claus Hubalek schrieb das Drehbuch. Die Dreharbeiten erfolgten im Jahr 1979, Erstausstrahlung war am 2. Juni 1980 im ZDF.

## Handlung
1943 – der Luftkrieg alliierter Bomberverbände über Deutschland nähert sich seinem Höhepunkt. Eine Gruppe junger Oberschüler zwischen 15 und 17 Jahren aus verschiedenen Schulklassen wird durch Leutnant von Bern zur Luftwaffe zum Dienst als Luftwaffenhelfer zu der 154. schweren Flakbatterie Berlin-Lübars in der Nähe ihres Heimatorts herangezogen. Einer von ihnen, Claus Gottheimer, darf wegen seiner jüdischen Abstammung nicht mitwirken, begleitet aber seine Schulkameraden noch bis vor die Schranke der Stellung. Die Jungs ziehen mit Begeisterung in die Flakstellung und sind froh, erst einmal nicht mehr die Schulbank drücken zu müssen. Dafür verzichten sie gerne auf den gewohnten Komfort von zu Hause. Auch der strenge, militärische Drill und diverse Schikanen insbesondere von Hauptwachtmeister Naumann und Leutnant von Bern macht ihnen nichts aus. Sie sind den älteren Soldaten teilweise intellektuell überlegen, was die Jungs geschickt ausnutzen. Nach der vier Wochen dauernden infanteristischen Grundausbildung gibt es aber auch zeitlich eingeschränkten Schulunterricht, die Lehrer kommen drei Mal in der Woche in die Stellung. Die praktische Ausbildung an den Flugabwehrkanonen leichter und schwerer Kaliber macht ihnen Spaß und sie lernen schnell damit umzugehen, fühlen sich als vollwertige Soldaten. Mit den russischen Kriegsgefangenen, ebenfalls Oberschüler und Studenten, verstehen sie sich gut, was den Vorgesetzten weniger gefällt. Alle sind mit dem Krieg aufgewachsen, lernten militärische Grundkenntnisse im Jungvolk und in der Hitlerjugend. Sie wünschen sich feindliche Angriffe, um ihren Mut beweisen zu können, auch um dem unbeliebten Schulunterricht zu entgehen. Luftwaffenhelfer Georg Suhr löst einmal während des Unterrichts Fliegeralarm aus (Suhr hatte gerade Dienst in der Vermittlung), obwohl sich kein feindliches Flugzeug über dem Reichsgebiet befindet, weil mehrere Klassenarbeiten angesetzt waren. Das hat hartes „Strafexerzieren“ für die Schüler zur Folge, welches aber bei ihnen „immer noch besser als eine Klassenarbeit“ (Filmzitat) ankommt. Manche von den älteren Soldaten befürchten, in Kürze durch die engagierten Jungs ersetzt zu werden und an die Ostfront rücken zu müssen.
Die Stimmung wird erstmals etwas getrübt, als der körperlich Kleinste unter ihnen, der immer humorvolle Theo Litt, Sohn eines Pfarrers, tagsüber bei der Freizeitgestaltung durch die von einem britischen, sogenannten „Störflugzeug“ (eine Mosquito in Holzbauweise) abgeworfene Fliegerbombe getroffen wird und fällt. Immer häufiger wird Berlin Angriffsziel bei Tag und Nacht durch US-amerikanische und englische Bomberverbände. Einer der Jungs des „Bunkers Anton“, Karl Pfeiffer, schießt mit einer 2-cm-Kanone bei einem Tagesangriff ein tieffliegendes, US-amerikanisches Flugzeug ab und erhält darauf vom Batteriechef Hauptmann Kuhn das Eiserne Kreuz II. Klasse verliehen, für „bewiesene Tapferkeit vor dem Feind“. Dieses Ereignis wird am Abend in der Kantinenbaracke gefeiert.
Bei einem großen Nachtangriff bekommt die Stellung mehrere Bombenvolltreffer, sie wird dabei komplett zerstört – nur einer von den Jungs, Luftwaffenhelfer Kurt Carow, und ein älterer Soldat aus der Kantinenbaracke überleben das Inferno. Carow steht mit einer Schüssel voller „Sonderrationen“ (Süßigkeiten, welche es nach jedem Kampfeinsatz gab) weinend vor der zerstörten Bunkerbaracke und vermisst seine gefallenen Kameraden. Der Film endet mit den Worten: „Es war der 24. November 1943 – der Zweite Weltkrieg dauerte noch 531 Tage.“

## Bemerkungen
Bei den Angriffsszenen der Fliegerverbände und dem brennenden Berlin handelt es sich teilweise um Originalaufnahmen aus dem Zweiten Weltkrieg. Der Film wurde in Schwarzweiß auf damals bei TV-Produktionen noch verwendetem 16-mm-Filmmaterial gedreht.
Als Filmmusik kommt unter anderem das Lied Lili Marleen vor, welches anlässlich einer Aufführung der Jungs Verwendung findet. Bei einigen Kampfszenen werden Originalstücke von Glenn Miller und seiner Big-Band eingespielt. Ebenfalls hört man das Lied der Hitlerjugend, mit dessen Schlusszeile „Die Fahne ist mehr als der Tod“ die letzte Szene des Films unterlegt ist.
Den Dienstgrad „Hauptwachtmeister“ gab es bei der Flak der Wehrmacht nicht, es müsste korrekt „Oberwachtmeister“ heißen. Hauptwachtmeister entspricht im Film vermutlich der Dienststellung Batterie-/Kompaniefeldwebel.
Dieser Film verschaffte dem Jungschauspieler Till Topf zum ersten Mal eine größere Publikums-Aufmerksamkeit. Er spielt als „Luftwaffenhelfer Karl Pfeiffer“ die Hauptrolle unter den Jungs.
Der Drehort für die Außenaufnahmen der Baracken und Flak-Geschütze lag auf dem Gelände der bundeswehreigenen Wehrtechnischen Dienststelle Meppen (WTD 91) auf Höhe der Ortschaft Haren-Emmeln, Gut Kellerberg. Die dort vorhandenen Flak-Geschütze waren im Originalzustand. Eines wurde während der Dreharbeiten mit Übungsmunition abgefeuert, aus Sicherheitsgründen allerdings ferngezündet. Die Anfangsszenen in der Schule wurden am Gymnasium Nordhorn (Grafschaft Bentheim) gedreht.
Bei den tieffliegenden Angreifern am Ende des Films wurden Flugzeuge vom Typ OV-10 'Bronco' eingesetzt, da sie der P-38 Lightning der US-Luftwaffe sehr ähnlich sahen.